# Claudia Nothelle
Claudia Nothelle (* 13. Februar 1964 in Unna) ist eine deutsche Journalistin, ehemalige Chefredakteurin des RBB Fernsehens und bis Ende 2016 Programmdirektorin beim Rundfunk Berlin-Brandenburg. Seit 2017 ist sie Professorin für Fernseh-Journalismus an der Hochschule Magdeburg-Stendal. Seit November 2021 ist sie Vizepräsidentin des Zentralkomitees der deutschen Katholiken.

## Leben
Nothelle verbrachte ihre Kindheit und Jugend bei Köln. Sie studierte nach dem Abitur katholische Theologie, Germanistik und Pädagogik an der Friedrich-Wilhelms-Universität Bonn. Von 1984 bis 1986 hatte sie ein Stipendium des Instituts zur Förderung publizistischen Nachwuchses in München, wo sie eine studienbegleitende journalistische Ausbildung machte. 1988 absolvierte sie das 1. Staatsexamen und 1993 wurde sie über das Thema Zwischen Pop und Politik: zum Weltbild der Jugendzeitschriften „Bravo“, „ran“ und „Junge Zeit“ an der Johannes-Gutenberg-Universität Mainz zum Dr. phil. promoviert. Journalistisch war sie für Regionalzeitungen in Köln, Dortmund und Frankfurt tätig. Außerdem arbeitet sie im Studio Konstanz des Südwestfunks und war bei der Viola Film in Ottobrunn beschäftigt.
Von 1992 bis 2006 war Claudia Nothelle beim MDR Fernsehen.
Bis 1995 war ihr Tätigkeitsbereich das Landesfunkhaus Thüringen in Erfurt, danach die Redaktion Inland, wobei sie auch beim Politmagazin Fakt mitarbeitete. Für die Redaktion von ARD-aktuell war sie von 1998 bis 2002 in Dresden und Leipzig aktiv, ferner war sie regelmäßig im ARD-Studio Neu-Delhi beschäftigt und wurde nach den Anschlägen vom 11. September 2001 als Reisekorrespondentin in Pakistan und Afghanistan eingesetzt. Als Korrespondentin des MDR im ARD-Hauptstadtstudio in Berlin war sie von 2003 bis 2006 tätig.
Ab 2006 war Nothelle beim Rundfunk Berlin-Brandenburg beschäftigt. Im November 2006 trat sie die Nachfolge von Petra Lidschreiber als Chefredakteurin des RBB Fernsehens an. In dieser Position arbeitete sie bis Mai 2009 und fungierte parallel dazu von 2008 bis 2009 als Fernsehdirektorin des RBB. Im Mai 2009 wurden die Fernsehdirektion und die Hörfunkdirektion zur multimedialen Programmdirektion, deren Leitung sie übernahm, zusammengelegt. Sie trug damit als einzige Programmdirektorin eines ARD-Senders mit eigenem Fernsehprogramm Verantwortung für die sechs Hörfunkprogramme des RBB, das RBB Fernsehen sowie die journalistischen Anteile des Internetauftritts und den Videotext des RBB. Im Dezember 2013 wurde ihre Amtszeit vom Rundfunkrat um fünf Jahre bis 2019 verlängert. Im Dezember 2016 endete ihre Tätigkeit auf eigenen Wunsch. Nach einem Pressebericht erhält sie bis zu ihrem Lebensende ein hohes Ruhegehalt vom RBB auf Kosten der Gebührenzahler. Sie selbst verweigert Informationen dazu mit Verweis auf eine Verschwiegenheitsklausel. Anfang 2024 klagte der RBB auf Rückgabe von Zahlungen aus dem Jahr 2020, da Leistungen ohne Gegenleistung sittenwidrig seien. Für den Zeitraum 2020 bis 2023 fordert der RBB insgesamt rund 400.000 Euro von der früheren Programmdirektorin zurück. Der rbb verlor Ende April 2025 vor dem Arbeitsgericht Berlin die Klage. Die FAZ nannte im Mai 2025 die Summe von 8437 Euro Ruhegeld pro Monat.
Sie ist seit dem Wintersemester 2017 Professorin für Fernsehjournalismus an der Hochschule Magdeburg-Stendal.

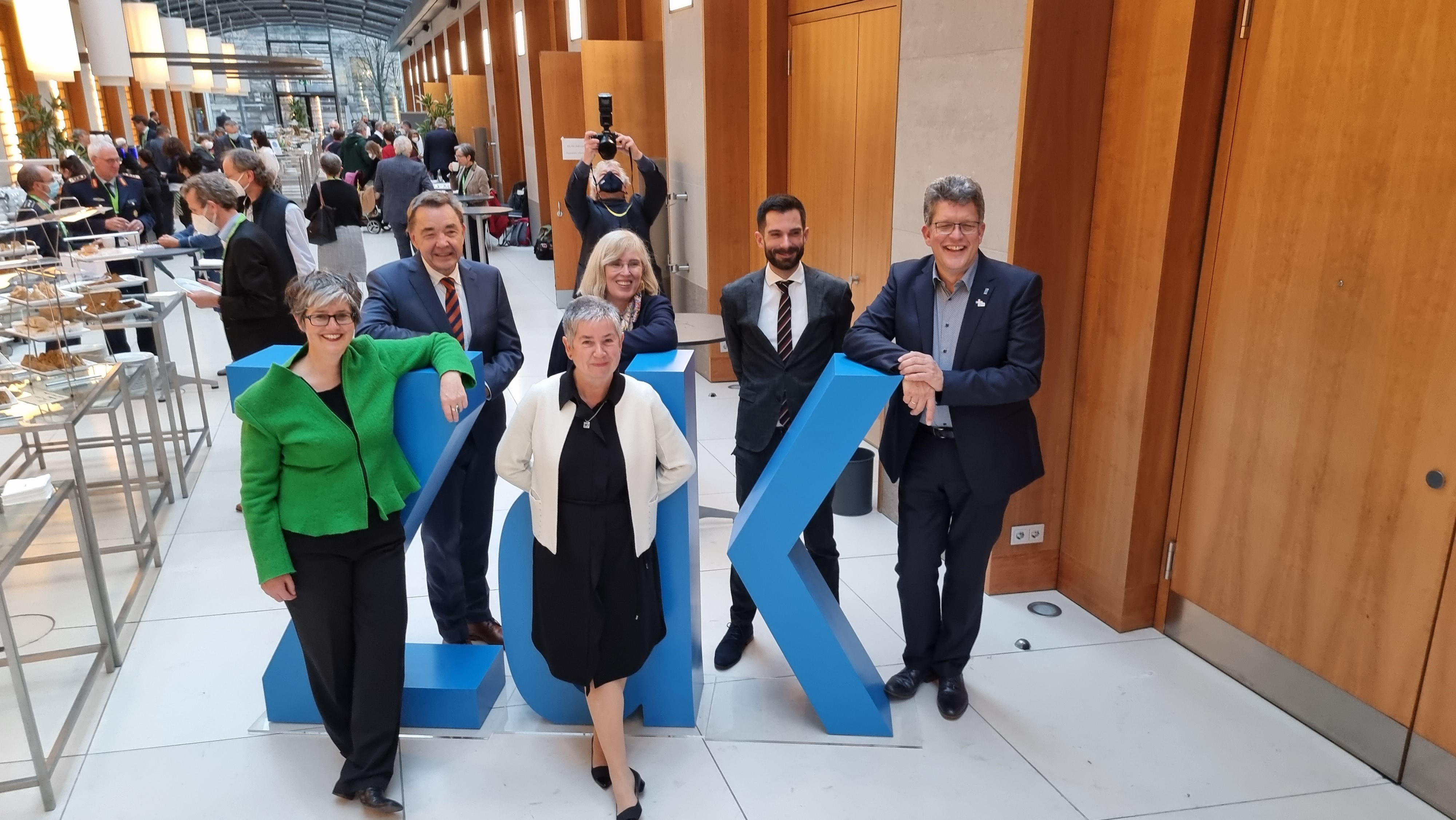
Das aktuelle Präsidium des ZdK: Birgit Mock, Thomas Söding, Präsidentin Irme Stetter-Karp, Claudia Nothelle, Generalsekretär Marc Frings und Wolfgang Klose

Nothelle ist Vorsitzende des Aufsichtsrats des Instituts zur Förderung publizistischen Nachwuchses, Vorsitzende des Kuratoriums der Berliner Krebsstiftung, Mitglied im Beirat der Harold Bob Stiftung, Jurymitglied für den Medienpreis Politik des Deutschen Bundestags und zugewähltes Mitglied im Zentralkomitee der deutschen Katholiken (ZdK).
Am 19. November 2021 wurde sie zur Vize-Präsidentin des ZdK gewählt. Sie nimmt als Mitglied der Synodalversammlung am Synodalen Weg, einer strukturierten Debatte innerhalb der römisch-katholischen Kirche in Deutschland, teil.
Die Theologin Ursula Nothelle-Wildfeuer ist ihre Schwester.

## Schriften

### Bücher
- 1991: Luftbrücke. Ministranten beten. Verlag Herder, ISBN 3-451-22289-2.
- 1994: Zwischen Pop und Politik. Zum Weltbild der Jugendzeitschriften „Bravo“, „ran“ und „Junge Zeit“. Lit Verlag, ISBN 3-89473-812-X (Dissertation).

### Beiträge
- 2013: Vorsicht Falle! Scripted Reality, retouchierte Fotos, Pseudonyme – Täuschung als medienethische Herausforderung. In: Communicatio Socialis, Bd. 46, Nr. 3–4: 432–442.[15]
- 2015: Fernsehen und Kirche – Fünf Thesen zu einem schwierigen Verhältnis. In: Peter Klasvogt, Stefan Klug (Hg.): Europa – Wertegemeinschaft oder Wirtschaftsunion? Bonifatius Verlag Paderborn, S. 161–165.[16]
- 2015: Eine Reifeprüfung für unser Land. Fernsehnutzung in Ost und West 25 Jahre nach der Wiedervereinigung. In: promedia – Das medienpolitische Magazin. Ausgabe November 2015, promedia Verlag Weimar.[17]